# Abid Hamid Mahmud at-Tikriti

Abd al-Hamid Mahmud at-Tikriti (1997)

Abd al-Hamid Mahmud at-Tikriti (arabisch عبد الحميد محمود خطاب التكريتي, DMG ʿAbd al-Ḥamīd Maḥmūd Ḫaṭṭāb at-Tikrītiyy, genannt „عبد حمود / ʿAbd Ḥamūd“; * 1956; † 7. Juni 2012 in Baghdad), ein entfernter Cousin von Saddam Hussein und dessen engster Vertrauter, galt in seiner Funktion als Privatsekretär des Diktators und Chef der Präsidialkanzlei als viertmächtigster Mann im Irak Saddam Husseins. Entsprechend stand er im Kartenspiel Personality Identification Playing Cards an vierter Stelle, nach Saddam Hussein und dessen beiden Söhnen Udai und Qusai. Er war Scheich der beiden Stämme Albu Nasir und Albu Chattab und kontrollierte den Zugang zu Saddam Hussein und die Tätigkeit verschiedener Geheimdienste.
Am 16. Juni 2003 wurde Abd al-Hamid Mahmud at-Tikriti von US-amerikanischen Truppen gefangen genommen. Am 7. Juni 2012 wurde er wegen Völkermords im Zusammenhang mit der Unterdrückung der irakischen Schiiten in den 1980er Jahren hingerichtet.